# Космос-1443
Космос-1443 је један од преко 2400 совјетских вјештачких сателита лансираних у оквиру програма Космос.
Космос-1443 је лансиран са космодрома Тјуратам, Бајконур, СССР, 2. марта 1983. Ракета-носач Протон је поставила сателит у орбиту око планете Земље. 